# Gemeinderatswahl in St. Pölten 1919
Die Gemeinderatswahl 1919 fand am 22. Juni 1919 statt und war die erste Gemeinderatswahl in St. Pölten nach Kriegsende. Die Sozialdemokratische Arbeiterpartei Deutschösterreichs gewann die Wahl, konnte erstmals die meisten Stimmen auf sich vereinen und erreichte die absolute Mehrheit.

## Ausgangslage
Nach dem Zusammenbruch der Habsburgermonarchie blieb vorerst der Gemeinderat unter Bürgermeister Karl Heitzler im Amt. Am 10. Mai 1919 wurde die Wahl aller Gemeinderäte für Niederösterreich, mit Ausnahme der damaligen Statutarstädte Waidhofen an der Ybbs, Wien sowie Wiener Neustadt, verlautbart. St. Pölten war zum Zeitpunkt der Wahl noch keine Statutarstadt, das Stadtgebiet bestand aus der heutigen Katastralgemeinde St. Pölten.
Bei dieser Wahl gab es einige Änderungen im Vergleich zu den vergangenen Wahlen. So war dies die erste St. Pöltner Gemeinderatswahl mit Wahlrecht für Frauen, die Anzahl der Gemeinderäte betrug 42.

### Wahlwerbende Parteien und Wahlverlauf
Bei den Wahlen traten die Sozialdemokratische Arbeiterpartei Deutschösterreichs (SDAPDÖ) unter Hubert Schnofl, die Christlichsoziale Partei (CS) unter Franz Haumer, die Deutschvölkische Partei (DVP) unter Johann Lechnitz sowie die Deutsche Nationalsozialistische Arbeiterpartei (DNAP) unter Josef Stockhammer an.

## Wahlergebnis
Bei der Wahl vom 22. Juni 1919 konnte die SDAPDÖ die meisten Stimmen auf sich vereinen und die absolute Mehrheit erringen.
| Stimmen            | %      | Mand.   |    |
| Wahlberechtigte    | 12.720 |         |    |
| Abgegebene Stimmen | 9.234  | 72,6 %  |    |
| ungültige Stimmen  |        |         |    |
| gültige Stimmen    | 9.234  | 72,6 %  |    |
| Partei             |        |         |    |
| SDAPDÖ             | 5.608  | 60,7 %  | 26 |
| CS                 | 1.990  | 21,6 %  | 9  |
| DVP                | 1.181  | 12,8 %  | 5  |
| DNAP               | 455    | 4,9 %   | 2  |
| Gesamt             | 9.234  | 100,0 % | 42 |

## Auswirkungen
- SDAP: 26
- DNAP: 2
- DVP: 5
- CS: 9

Am 11. Juli 1919 traf sich der neu gewählte Gemeinderat zu seiner konstituierenden Sitzung. Dabei wurde Hubert Schnofl, bei einer Enthaltung, mit 41 der 42 Stimmen zum Bürgermeister gewählt. Zum ersten Vizebürgermeister wurde Franz Peer (SDAPDA), zum zweiten Vizebürgermeister Johann Wohlmeyer (CS) gewählt.